# Aosta
Aosta ([a'ɔsta]ⓘ; Frans: Aoste [ɔst]ⓘ; Arpitaans: Aoûta of Outa ['uta]ⓘ of Veulla [ˈvəla]ⓘ) is de hoofdstad van de autonome Italiaanse regio Aostadal, waar gedeeltelijk Arpitaans gesproken wordt. Frans is er een erkende taal. De stad ligt op 583 meter hoogte en heeft ongeveer 34.000 inwoners. Het is een oude Romeinse stad met restanten van een forum, een amfitheater en stadsmuren met poorten. Geografisch bevindt Aosta zich aan de Italiaanse kant van de Mont Blanctunnel, midden tussen de hoogste bergen van Westelijk Europa, zoals de Mont Blanc, de Matterhorn, de Monte Rosa en de Gran Paradiso.
Dwars door het dal stroomt de Dora Baltea ((fr)  Doire Baltée) die wordt gevoed door de enorme gletsjers van de Mont Blanc en de Gran Paradiso. Mont Émilius rijst hoog boven de stad uit (3.559 meter).

## Geschiedenis

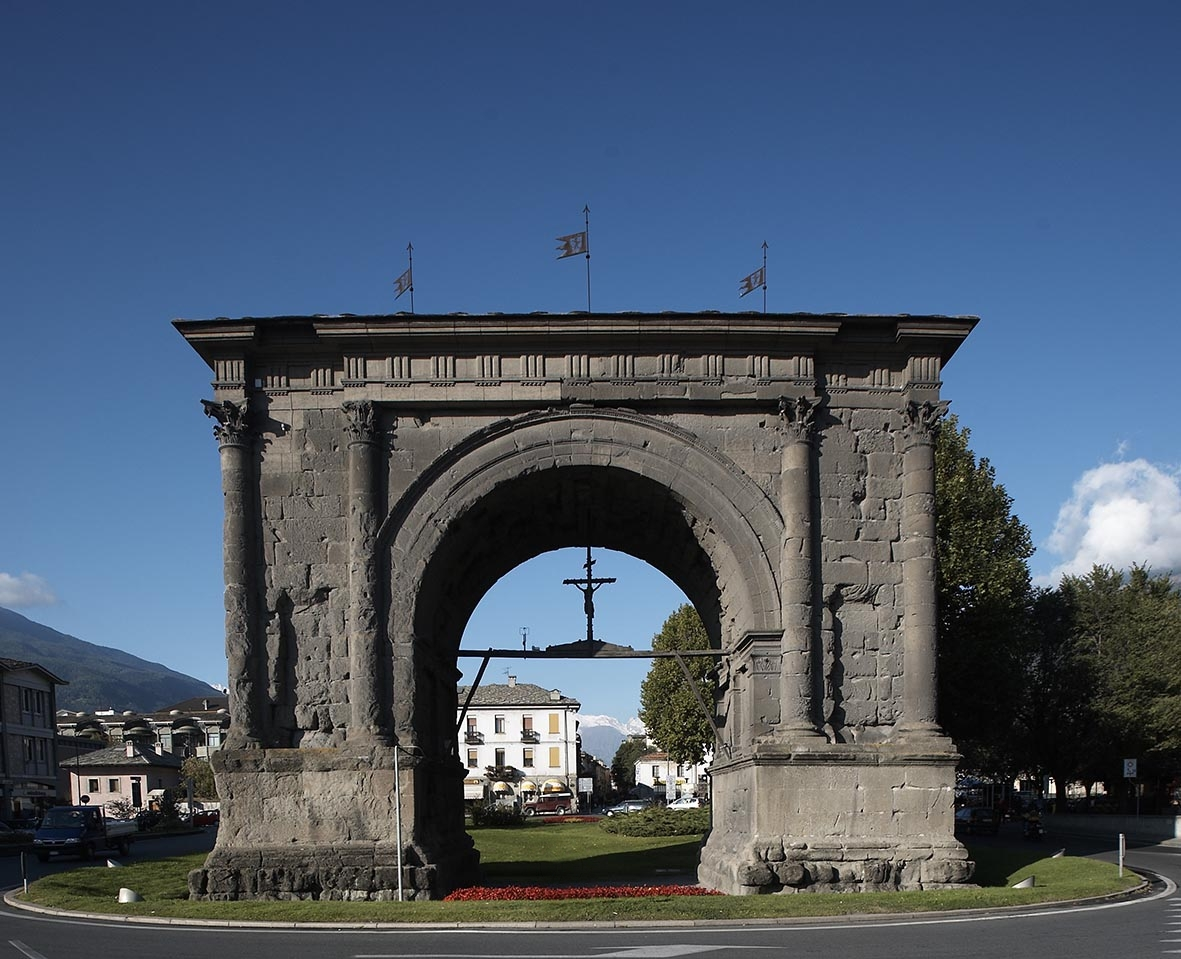
Triomfboog van Augustus

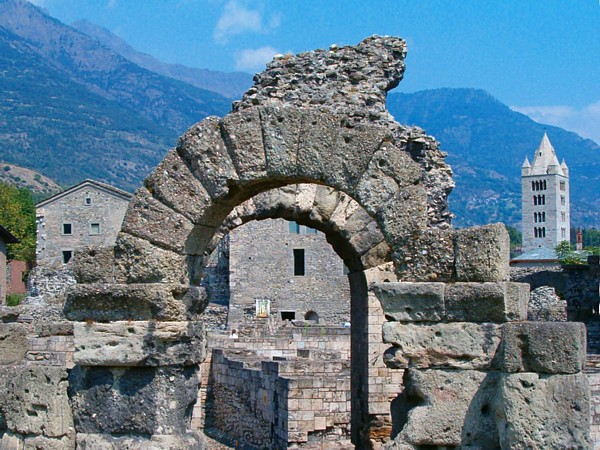
Romeins poortje bij het amfitheater

Reeds in de oudheid bewoonde een megalithische bevolking het gebied, dat werd overgenomen door de Salassi ((fr)  Salasses), een Kelto-Ligurische stam. Ze werden in 25 voor Christus verslagen door keizer Augustus en zijn bereden legioenen en er werd een stad gesticht met zijn naam: Augusta Prætoria Salassorum - nu afgesleten tot Aosta. Na het jaar 11 v.Chr. werd het de hoofdstad van de provincie Grajische Alpen. Na eeuwen van keizerlijke overheersing en kerstening wist Aosta dankzij de Alpen en haar stadsmuren met succes invasies af te slaan. De Franken van Pepijn de Korte bereikten de stad eenmaal om de Longobarden Italië uit te slaan. Na het jaar 888 ontstond het Italiaanse rijk van Arduin van Ivrea en Berengarius I van Friuli. De geboorte van het rijk van Savoye met als hoofdstad Chambéry bracht de stad uiteindelijk in de Italiaanse unie.

## Toerisme
De streek kent rode wijnen en het Nationaal park Gran Paradiso er niet ver vandaan. Aosta biedt vele sportieve en recreatieve mogelijkheden zoals trektochten door de bergen, kajakken, kanovaren, hydrospeed, raften, rotsklimmen (in/outdoor), tennis enzovoort.
Door de streek loopt de middeleeuwse weg en pelgrimsroute Via Francigena.

## Bezienswaardigheden
- De Boog van Augustus 25 v.Chr. aan de oostelijke poort
- De stadspoort van Augusta Prætoria uit de 1e eeuw voor Chr.
- Het Romeinse amfitheater
- De 12e-eeuwse kathedraal van Maria-Tenhemelopneming en van Johannes de Doper
- Het Émile-Chanoux-plein met het neoclassicistische stadhuis uit 1839
- Archeologisch museum
- Het collegiale kerk Sint-Ursus (Frans: Collégiale de Saint-Ours) met klokkentoren uit 1131
- De Romeinse cryptoporticus, ondergrondse galerijen ten noorden en onder de kathedraal, vergelijkbaar met het Forum van Trajanus in Rome. Waarschijnlijk was dit een bestuurlijk en commercieel centrum. Twee gangen van 130 en 90 meter zijn voor het publiek toegankelijk.

## Sport
Aosta was twee keer etappeplaats in de wielerkoers Ronde van Frankrijk. De Italianen Fausto Coppi (1949) en Ercole Baldini (1959) waren er ritwinnaar. Daarnaast was Aosta meermaals opgenomen in het parcours van de Ronde van Italië. In 2006 was Aosta voorlopig voor het laatst startplaats van een etappe.

## Geboren
- Anselmus van Canterbury (ca.1033-1109), aartsbisschop van Canterbury en heilige
- Joseph Henriet (1945), politicus en taalkundige
- Marco Albarello (1960), langlaufer

## Galerij

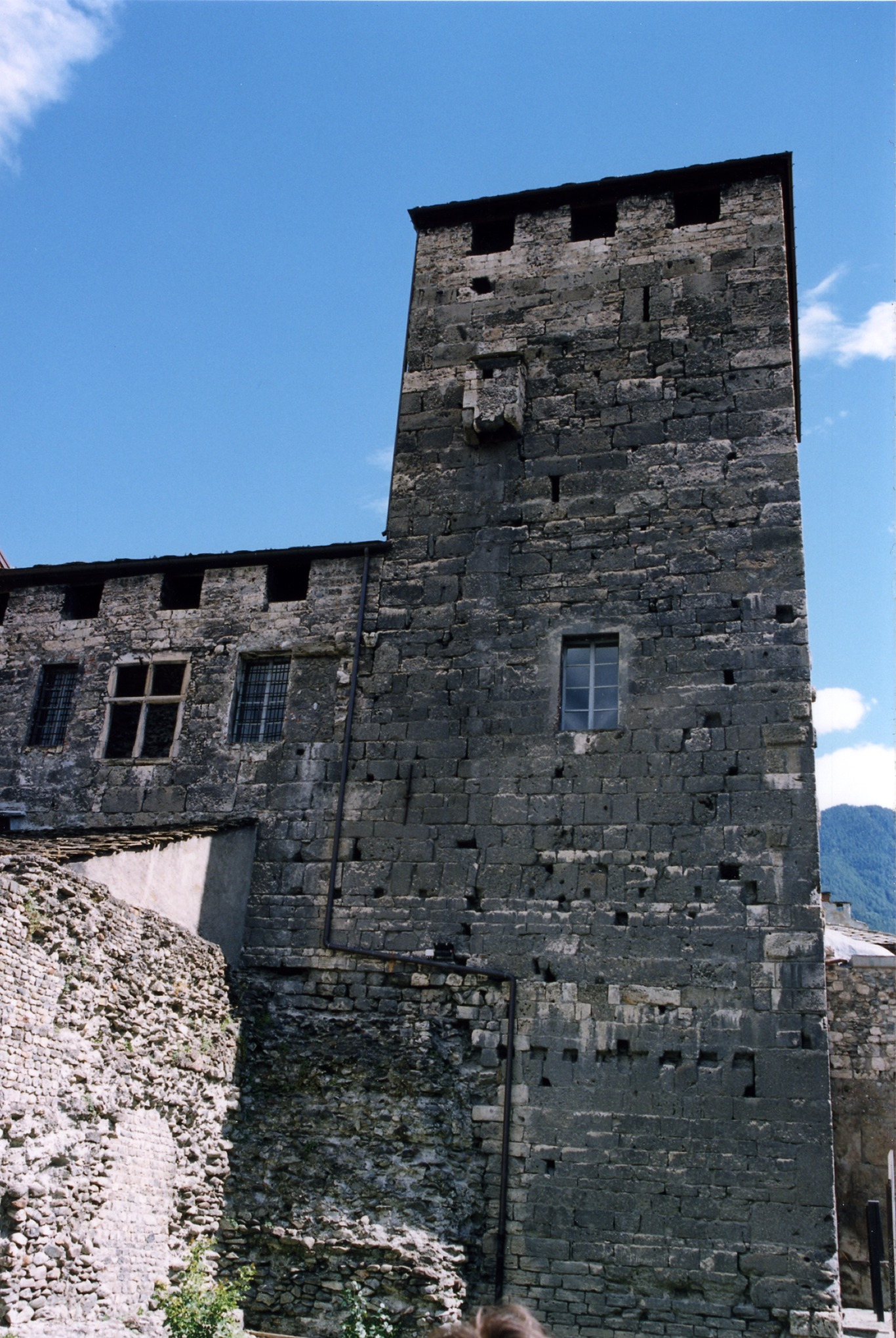
Stadstoren van de heren van Quart, gebouwd op de restanten van een Romeinse toren en gebruikt als gevangenis
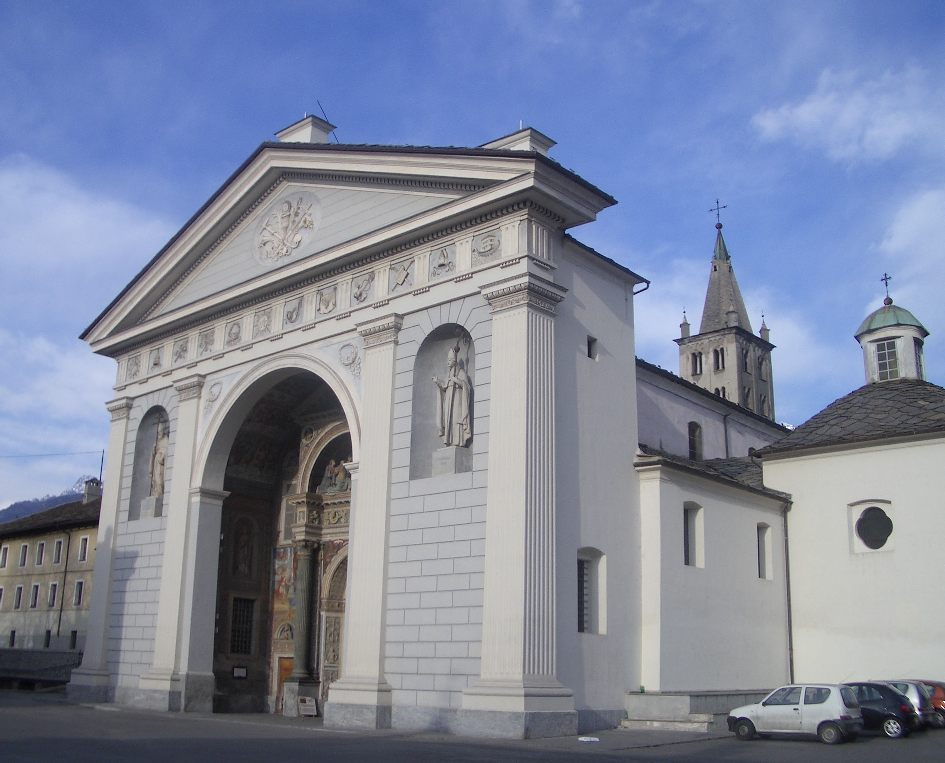
Kathedraal van Maria-Tenhemelopneming
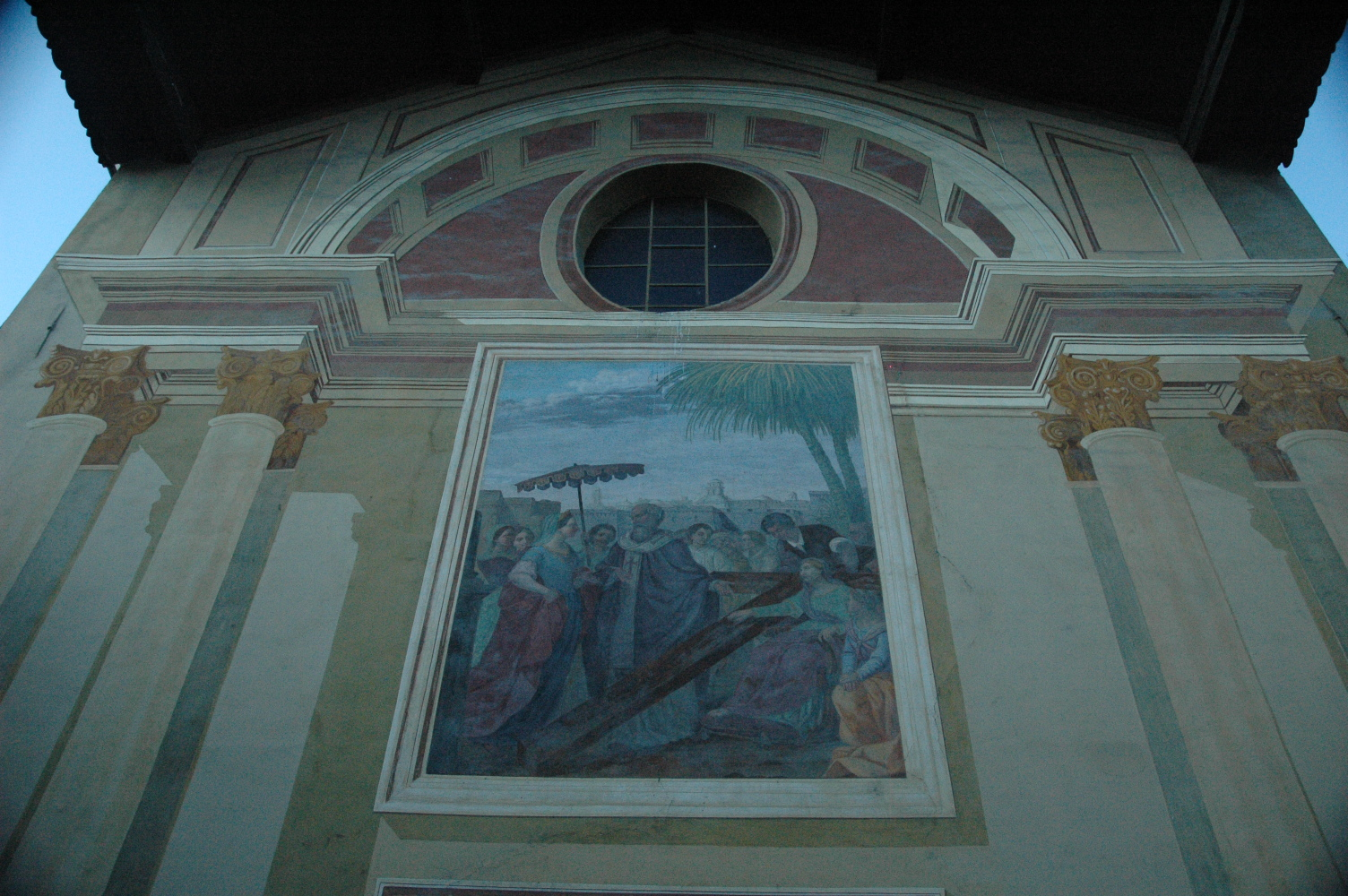
Voorkant van de Heilig Kruiskapel
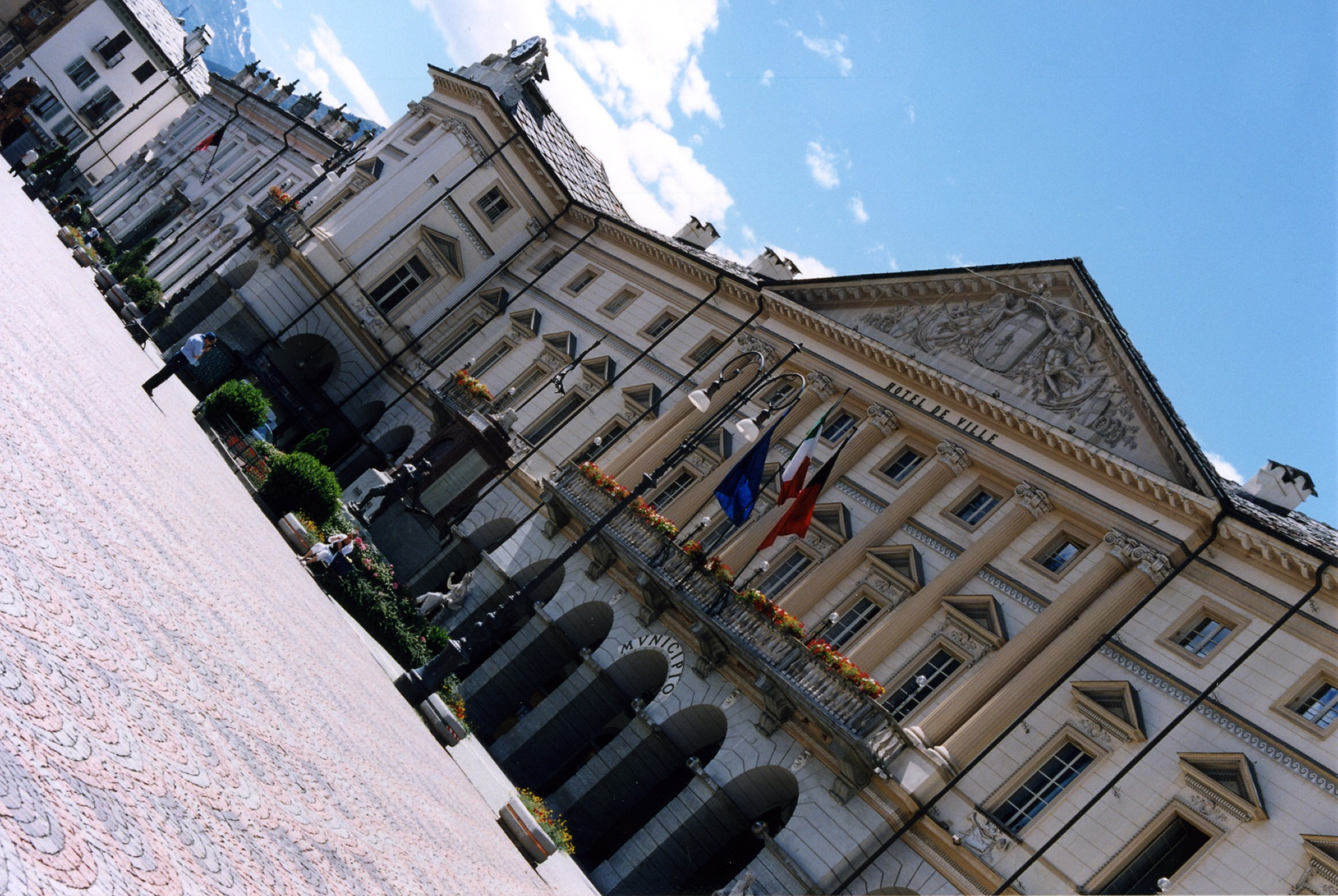
Émile-Chanoux-plein met stadhuis (Hôtel de ville)
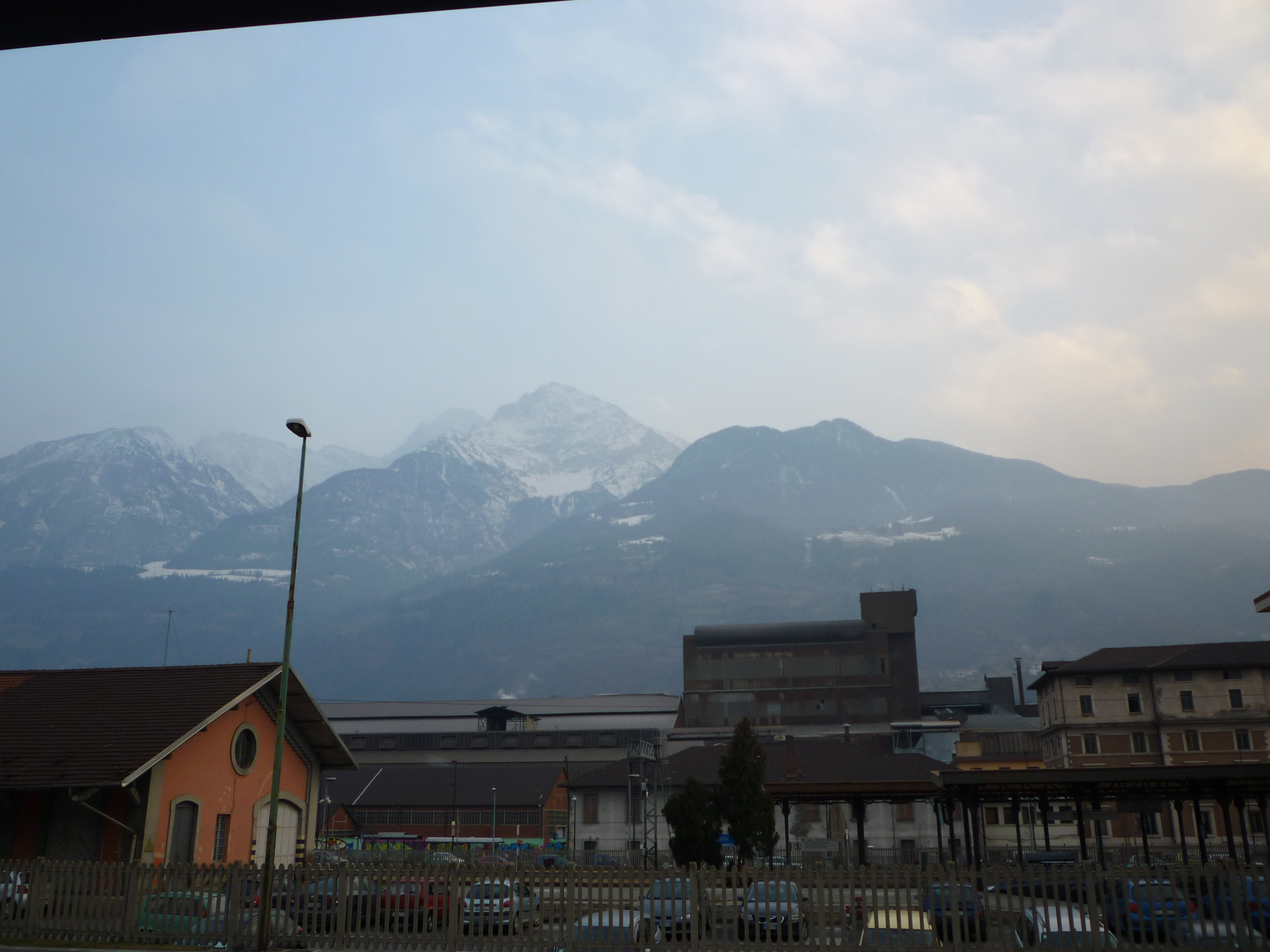
Sporen bij het station van Aosta, de staalfabriek Cogne en op de achtergrond de bergen Becca di Nona en de monte Emilius
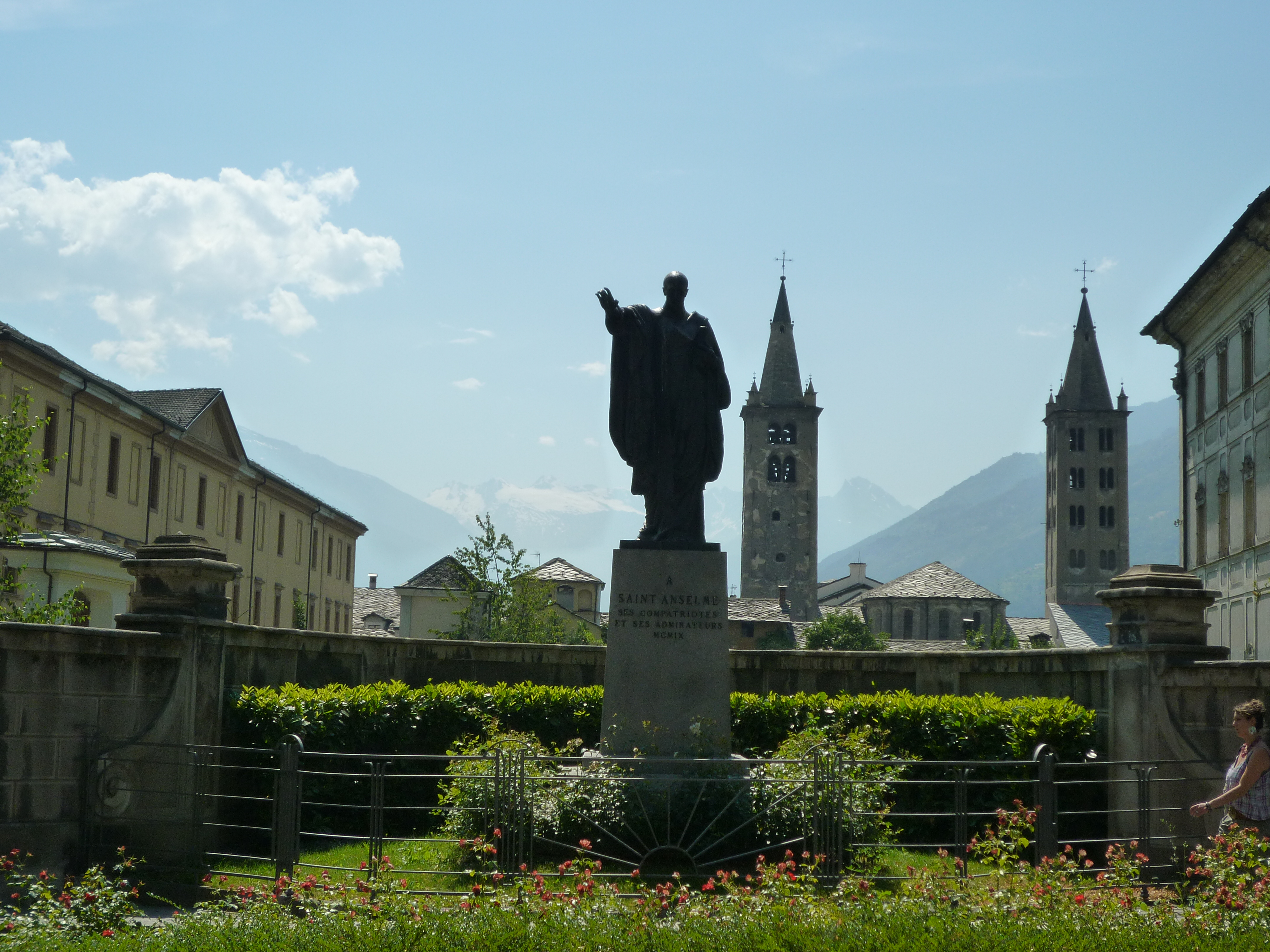
Standbeeld van Anselmus van Canterbury, in de Xavier-de-Maistre-straat. Op de achtergrond de klokkentoren van de kathedraal, rechts het Grand séminaire (grootseminarie)
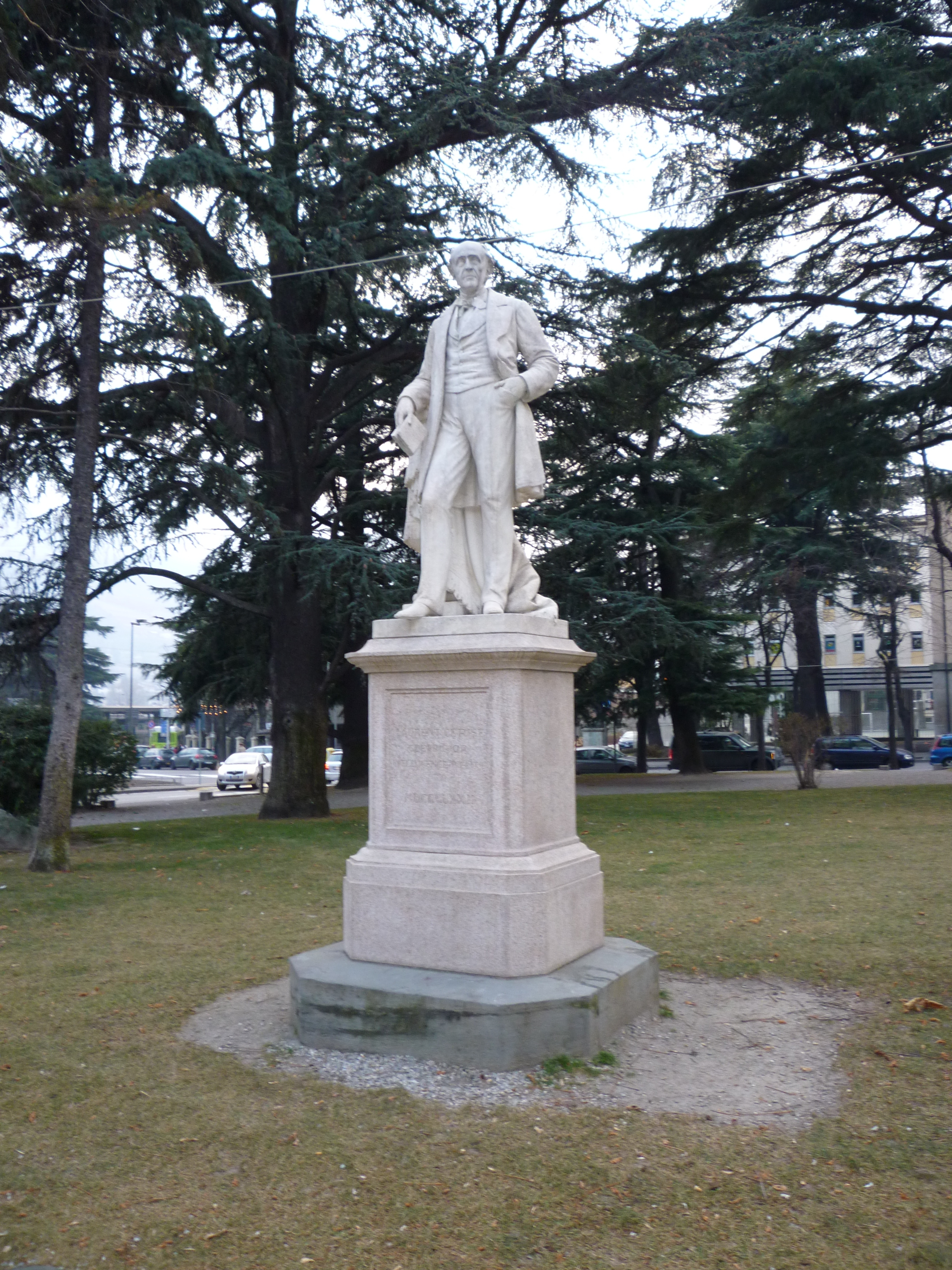
Standbeeld van de Aostaanse dokter Laurent Cerise in het park bij het station
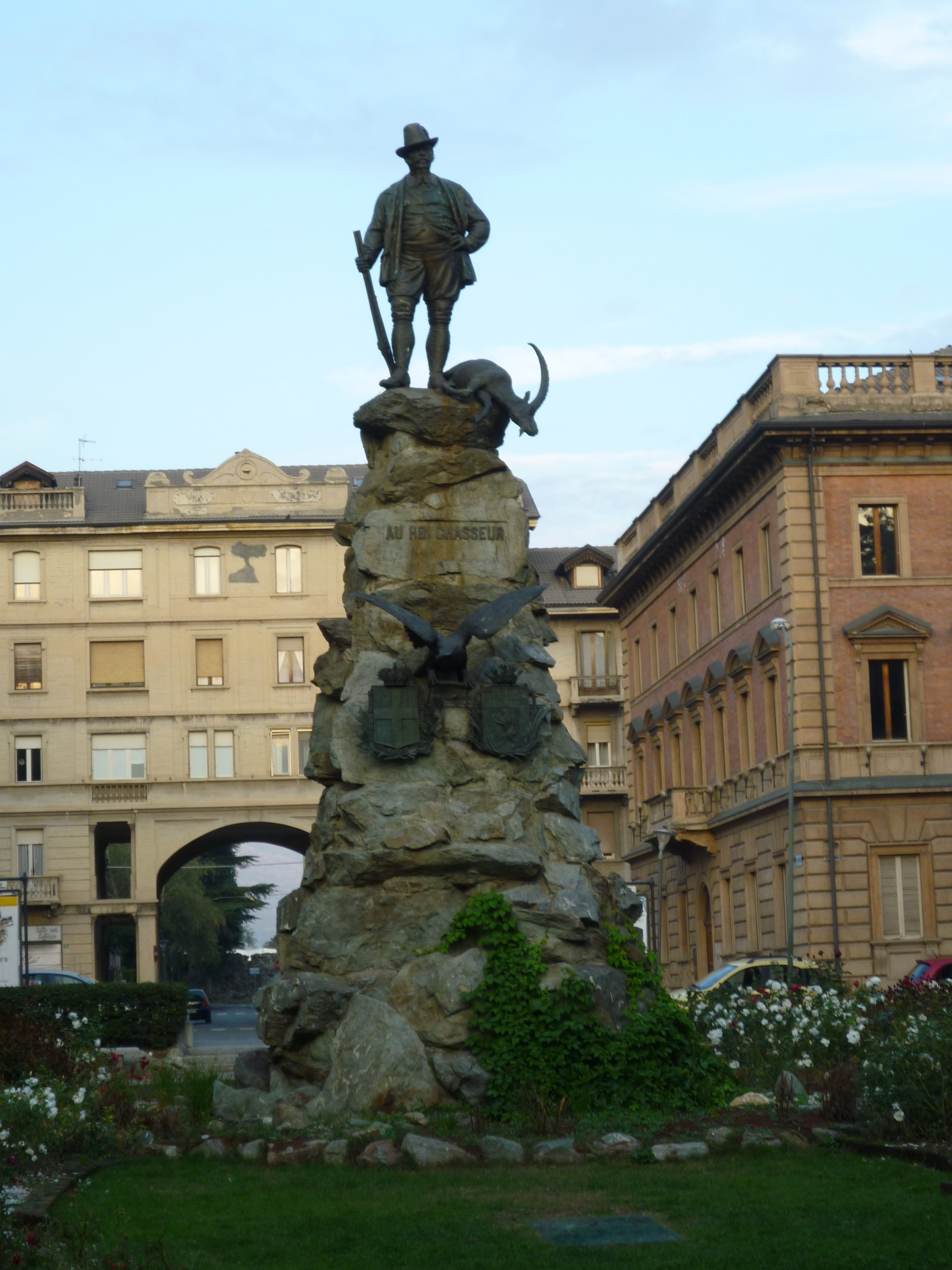
Standbeeld van Victor Emanuel II van Italië, bijgenaamd in Frans « le roi chasseur » (de koning-jager) in een park
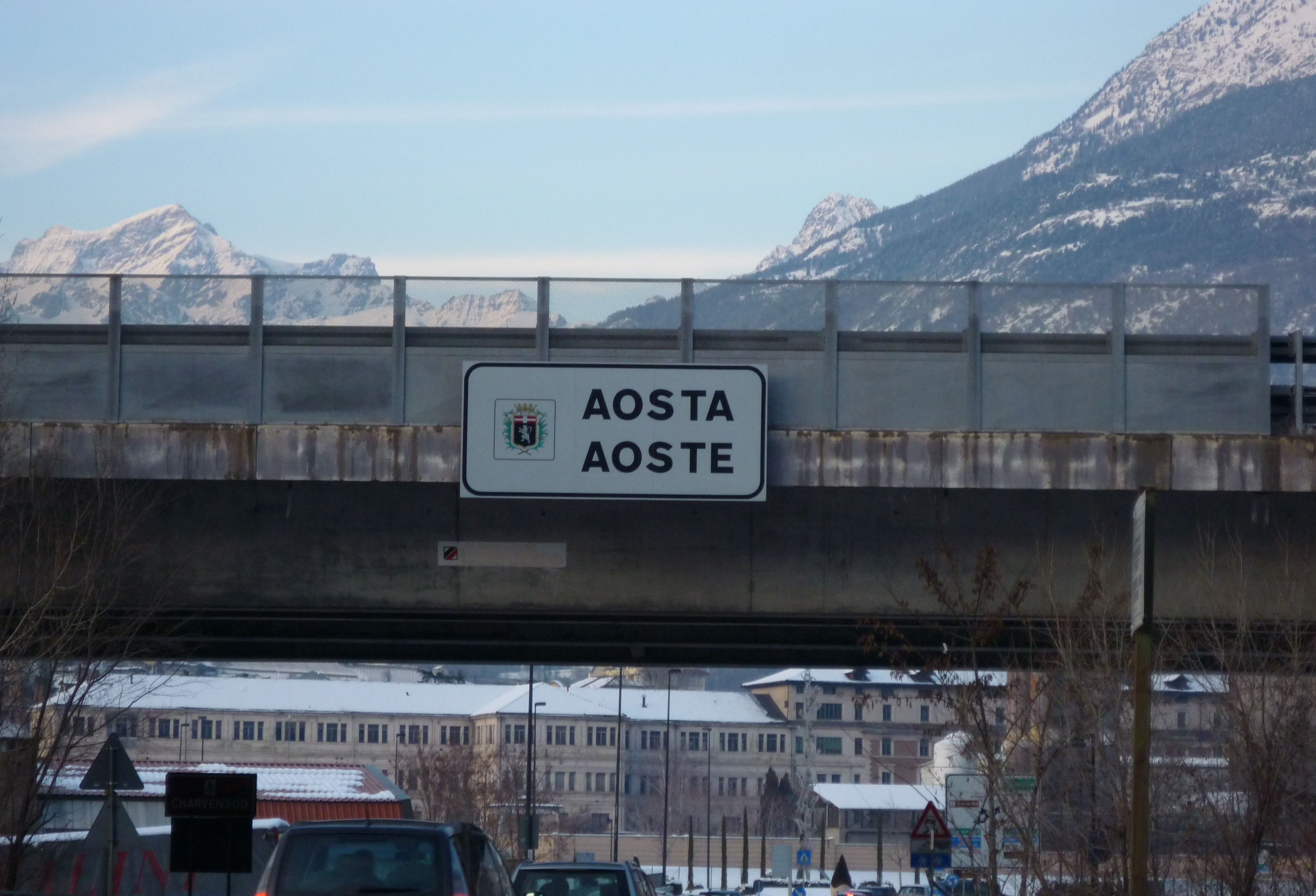
Tweetalig bord op de Pont-Suaz (Charvensod) bij de ingang van de stad